# Impregnování textilií

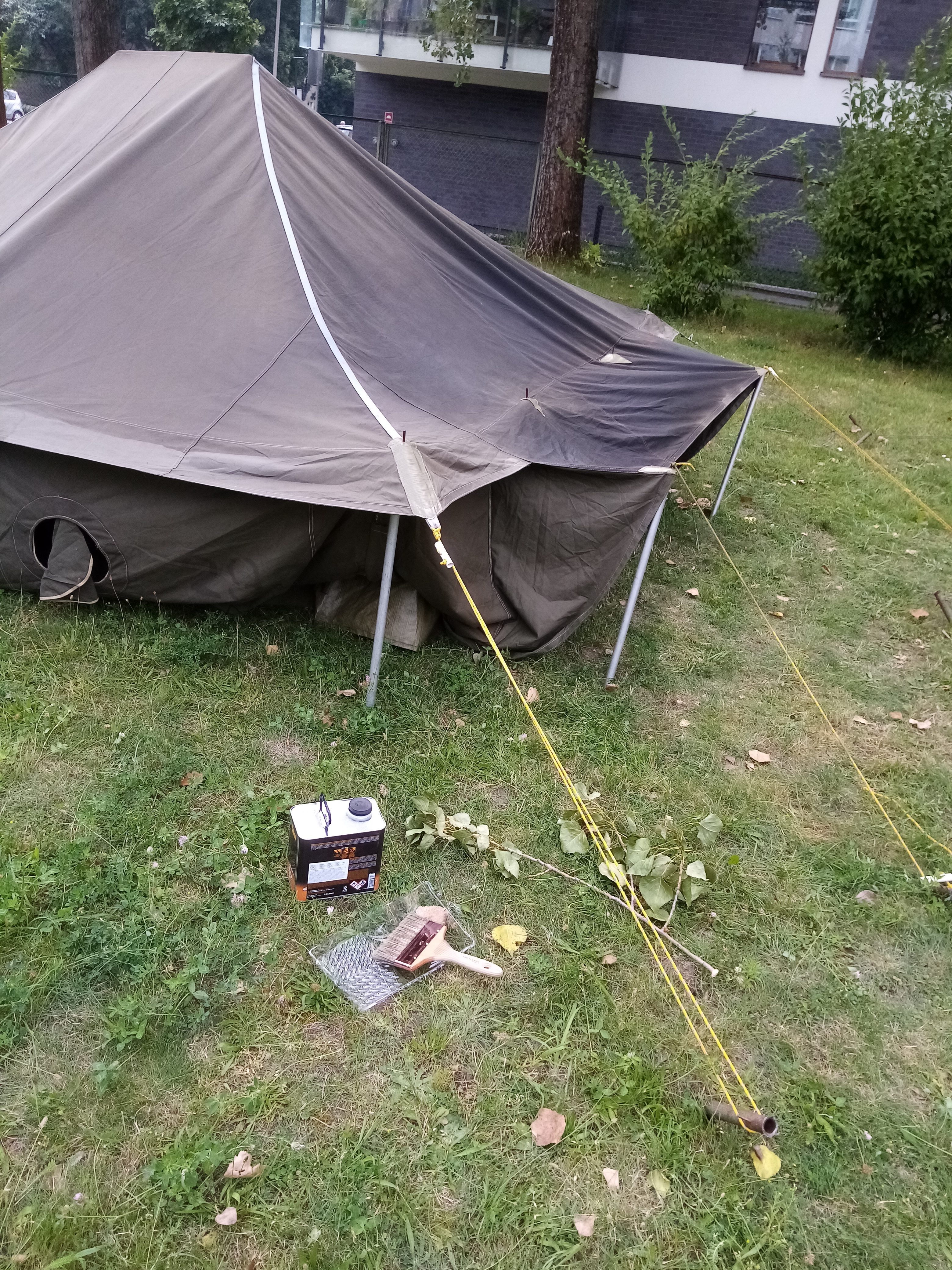
Impregnování textilií

Impregnování je napouštění plošného materiálu chemikáliemi. Textilie se impregnují proto, aby odpuzovaly nebo zcela zamezovaly průniku vody.
U oděvních textilií musí být po impregnaci i při snížené smáčivosti zachována prodyšnost materiálu.

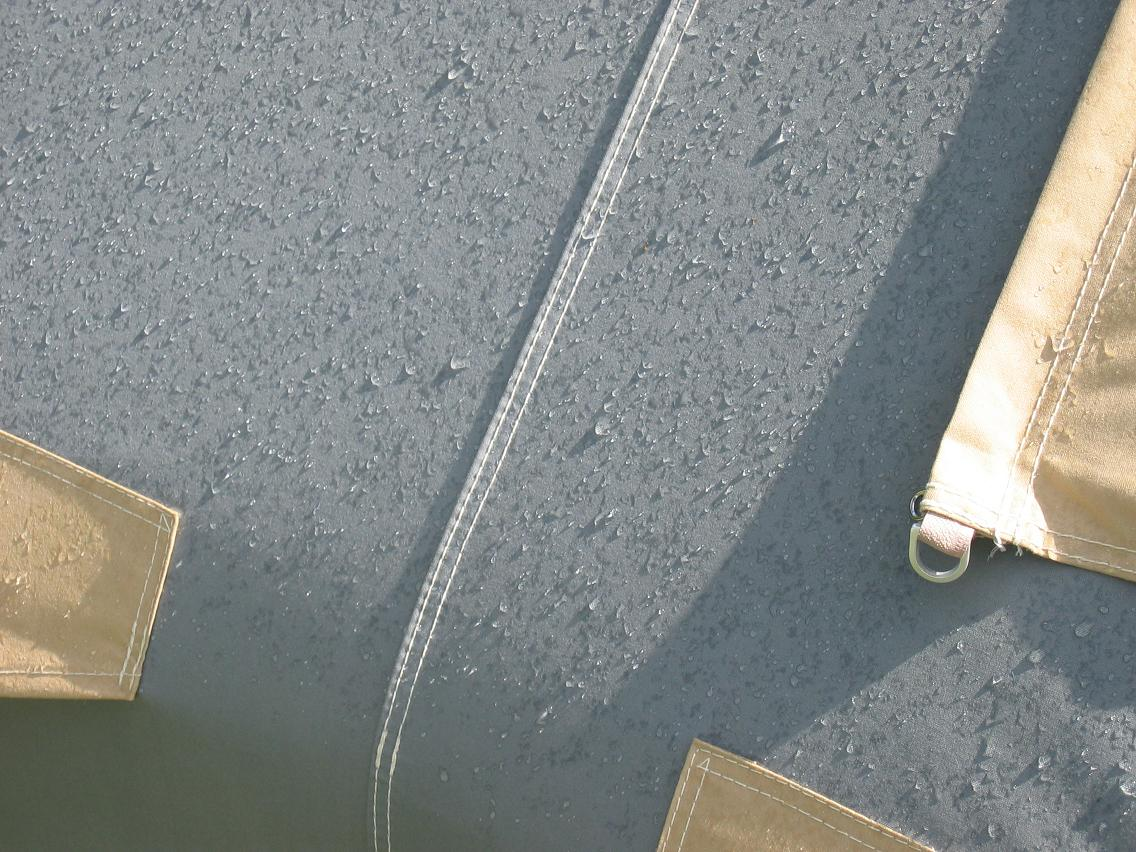
Dešťové kapky na impregnované tkanině

V závislosti na požadavcích na stálost v praní, čištění a na odolnost proti povětrnostním vlivům se používají voskové a parafinové emulze, z části s přídavky hliničitých a zirkonových solí.
K dosažení odolnosti proti vařící vodě se nanáší především silikon a fluorkarbon, který vytváří na textilii ochranný film. 
Možné jsou také kombinované impregnace proti znečištění, bakteriím a ke snížení hořlavosti.

## Způsoby impregnace
Impregnování se provádí nejčastěji na fuláru. Po smáčení se vymačkává přesně určené množství tekutiny (flačování), impregnace se pak fixuje a materiál se suší.
Známé je také impregnování postřikem a tiskem.